# Вайоллет, Деннис
Де́ннис Си́дни Ва́йоллет (англ. Dennis Sydney Viollet; 20 сентября 1933, Манчестер, Англия — 6 марта 1999, Джэксонвилл, Флорида, США) — английский футболист, нападающий. Считается одним из наиболее недооценённых английских нападающих всех времён.

## Клубная карьера
Вайоллет перешёл в «Манчестер Юнайтед» 1 сентября 1949 года.  Его приняли в молодёжную команду, а в 1950 году он подписал профессиональный контракт с клубом. Деннис дебютировал за «Юнайтед» в принципиальной встрече против «Ньюкасл Юнайтед» 11 апреля 1953 года.
Вместе с Томми Тейлором Вайоллет составлял пару нападающих в составе «малышей Басби» 1950-х годов. Деннис сыграл большую роль в выигрыше «Манчестером» двух чемпионских титулов в сезонах 1955/56 и 1956/57.  Всего за свою карьеру в «Юнайтед» он забил 178 голов в 291 матче. Вайоллет был невысоким футболистом хрупкого телосложения, но обладал высокой скоростью и отличным контролем мяча, сформировав грозную ударную силу с высоким Томми Тейлором. Он выжил после Мюнхенской авиакатастрофы 1958 года и продолжал демонстрировать свой высокий класс: в сезоне 1959/60 он забил 32 гола в 36 матчах (клубный рекорд). Он сыграл лишь два матча за сборную Англии: против Венгрии (поражение) и Люксембурга (победа, забил один гол).
В 1962 году Мэтт Басби, к всеобщему удивлению, продал 28-летнего Вайоллета в «Сток Сити» за 22 000 фунтов. Главный тренер «Сток Сити» Тони Вэддингтон перестраивал команду, в которой выступали как опытные футболисты вроде Стэнли Мэтьюза и Джеки Муди, так и восходящие  Джон Ричи и Эрик Скилс. В «Сток Сити» Вайоллет выступал в основном на позиции полузащитника. С «гончарами» он выиграл Второй дивизион в сезоне 1962/63 и стал финалистом Кубка Футбольной лиги в 1964 году. Всего Деннис провёл 207 матчей за «Сток Сити» (из них один — выйдя на замену) и  забил 66 мячей. В 1967 году прошёл его прощальный матч.
Вскоре после своего отъезда с «Виктория Граунд» Вайоллет решил возобновить футбольную карьеру и перешёл на один сезон в «Балтимор Бэйс», выступающий в Североамериканской футбольной лиге.
По возвращении в Англию Вайоллет играл в «Уиттон Альбион», а затем в «Линфилде» в качестве играющего тренера, с которым выиграл Кубок Северной Ирландии в 1970 году. После этого он завершил карьеру игрока и короткое время поработал в качестве тренера «Престон Норт Энд» и «Кру Александра» в 1971 году.
В 1980-е годы Вайоллет переехал во Флориду, где работал сначала в качестве помощника тренера, а затем и главного тренера «Джэксонвилл Тимен» в Американской футбольной лиге. С 1990 по 1995 годы Вайоллет тренировал команду «Дельфины» Джэксонвиллского Университета. После этого он возглавил «Ричмонд Кикерс» и взял с ними «дубль» в 1995 году (выиграв USISL Premier League и Кубок США). Он руководил «Ричмондом» ещё два сезона, после чего тренировал «Джэксонвилл Сайклонс» до 6 марта 1999 года, когда он скончался от рака в возрасте 65 лет в Джэксонвилле, Флорида.

## Карьера в сборной

### Матчи Вайоллета за сборную Англии
| № | Дата             | Соперник   | Счёт | Голы Вайоллета | Соревнование             |
| - | ---------------- | ---------- | ---- | -------------- | ------------------------ |
| 1 | 22 мая 1960      | Венгрия    | 0:2  | -              | Товарищеский матч        |
| 2 | 28 сентября 1961 | Люксембург | 4:1  | 1              | Отборочные матчи ЧМ-1962 |

Итого: 2 матча / 1 гол; 1 победа, 1 поражение.

## Достижения
Командные достижения
 Манчестер Юнайтед
- Чемпион Первого дивизиона (2): 1955/56, 1956/57
- Обладатель Суперкубка Англии (2): 1956, 1957
- Итого: 4 трофея

 Сток Сити
- Чемпион Второго дивизиона: 1962/63
- Итого: 1 трофей

 Линфилд
- Обладатель Кубка Северной Ирландии: 1970
- Итого: 1 трофей

Личные достижения
- Лучший бомбардир Первого дивизиона Футбольной лиги: 1960
- Лучший бомбардир Кубка европейских чемпионов: 1957
- Рекордсмен «Манчестер Юнайтед» по количеству голов в сезоне лиги: 32 гола
- Включён в Зал славы Американской футбольной лиги: 2002

## Статистика выступлений
| Клуб              | Сезон            | Лига | Лига | Кубки | Кубки | Еврокубки | Еврокубки | Прочие | Прочие | Итого | Итого |
| Клуб              | Сезон            | Игры | Голы | Игры  | Голы  | Игры      | Голы      | Игры   | Голы   | Игры  | Голы  |
| ----------------- | ---------------- | ---- | ---- | ----- | ----- | --------- | --------- | ------ | ------ | ----- | ----- |
| Манчестер Юнайтед | 1952/53          | 3    | 1    | 0     | 0     | -         | -         | 2      | 0      | 5     | 1     |
| Манчестер Юнайтед | 1953/54          | 29   | 11   | 1     | 1     | -         | -         | 0      | 0      | 30    | 12    |
| Манчестер Юнайтед | 1954/55          | 34   | 20   | 3     | 1     | -         | -         | 0      | 0      | 37    | 21    |
| Манчестер Юнайтед | 1955/56          | 34   | 20   | 1     | 0     | -         | -         | 0      | 0      | 35    | 20    |
| Манчестер Юнайтед | 1956/57          | 27   | 16   | 5     | 0     | 6         | 9         | 1      | 1      | 39    | 26    |
| Манчестер Юнайтед | 1957/58          | 22   | 16   | 3     | 3     | 6         | 4         | 1      | 0      | 32    | 23    |
| Манчестер Юнайтед | 1958/59          | 37   | 21   | 1     | 0     | 0         | 0         | 0      | 0      | 38    | 21    |
| Манчестер Юнайтед | 1959/60          | 36   | 32   | 3     | 0     | 0         | 0         | 0      | 0      | 39    | 32    |
| Манчестер Юнайтед | 1960/61          | 24   | 15   | 3     | 1     | 0         | 0         | 0      | 0      | 27    | 16    |
| Манчестер Юнайтед | 1961/62          | 13   | 7    | 0     | 0     | 0         | 0         | 0      | 0      | 13    | 7     |
| Манчестер Юнайтед | Итого            | 259  | 159  | 20    | 6     | 12        | 13        | 4      | 1      | 295   | 179   |
| Сток Сити         | 1961/62          | 13   | 5    | 0     | 0     | -         | -         | 0      | 0      | 13    | 5     |
| Сток Сити         | 1962/63          | 37   | 23   | 2     | 0     | -         | -         | 0      | 0      | 39    | 23    |
| Сток Сити         | 1963/64          | 32   | 10   | 9     | 3     | 0         | 0         | 0      | 0      | 41    | 13    |
| Сток Сити         | 1964/65          | 34   | 13   | 6     | 3     | 0         | 0         | 0      | 0      | 40    | 16    |
| Сток Сити         | 1965/66          | 32   | 6    | 6     | 1     | 0         | 0         | 0      | 0      | 38    | 7     |
| Сток Сити         | 1966/67          | 34   | 2    | 2     | 0     | 0         | 0         | 0      | 0      | 36    | 2     |
| Сток Сити         | Итого            | 182  | 59   | 25    | 7     | 0         | 0         | 0      | 0      | 207   | 66    |
| Балтимор Бейз     | 1967             | 14   | 5    | -     | -     | -         | -         | -      | -      | 14    | 5     |
| Балтимор Бейз     | 1968             | 22   | 3    | -     | -     | -         | -         | -      | -      | 22    | 3     |
| Балтимор Бейз     | Итого            | 36   | 8    | 0     | 0     | 0         | 0         | 0      | 0      | 36    | 8     |
| Уиттон Альбион    | 1968/69          | 8    | 2    | 0     | 0     | -         | -         | 0      | 0      | 8     | 2     |
| Уиттон Альбион    | Итого            | 8    | 2    | 0     | 0     | 0         | 0         | 0      | 0      | 8     | 2     |
| Линфилд           | 1969/70          | 11   | 5    | 1+    | ?     | 2         | 0         | ?      | ?      | 27    | 8     |
| Линфилд           | Итого            | 11   | 5    | 1+    | ?     | 2         | 0         | ?      | ?      | 27    | 8     |
| Всего за карьеру  | Всего за карьеру | 496  | 233  | 46+   | 13+   | 14        | 13        | 4+     | 1+     | 573   | 263   |